# Бхумидж

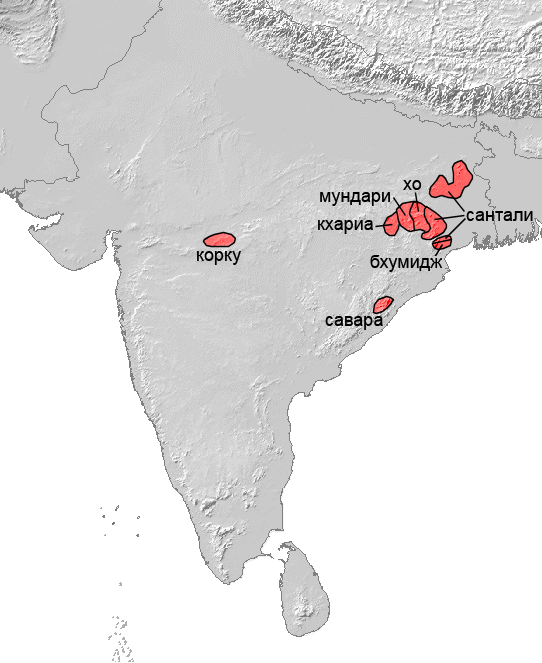
Карта распространения бхумидж и других народов мунда в Индии

Бхуми́дж — народ группы мунда в Индии. Общая численность достигает 800 тысяч человек.

## География
Общая численность населения превышает 800 тысяч человек. Более 300 тысяч проживают в западной Бенгалии, более 240 тысяч в штате Орисса и ещё 160 тысяч в штате Джаркханд в Индии.

## Население и его быт
Очень сильны старые пережитки и традиционные обычаи. Сохраняются деление на патрилинейные роды, выкупы за невесту, тотемизм, дома неженатой молодёжи - отдельно для юношей и девушек.
Расселяются в небольших деревнях. Поскольку климат очень жаркий, основной вид жилища - каркасно-столбовой, покрывается соломой, листьями, реже черепицей.
Мужская одежда — набедренная повязка, штаны, рубаха, тюрбан, женская — короткое сари.
Питаются мясом, рыбой, просом, кукурузой, бобовыми. 
Основной род занятий — ручное подсечно-огневое земледелие, которое постепенно сменяется пашенным. Занимаются также охотой, собирательством, рыболовством, плетением корзин, работают по найму.

## Религия и культура
Говорят на диалекте языка мундари, распространены также хинди и бенгали. Около 90% бхумидж индуисты, однако по-прежнему сильны пережитки традиционных верований. Распространены культы добрых и злых духов (бонги), священных деревьев и животных, солнца и луны.